# Vincenzo Lodigiani
Vincenzo Lodigiani (Gossolengo, 6 dicembre 1875 – Roma, 9 aprile 1942) è stato un imprenditore e ingegnere italiano, fondatore della Lodigiani.

## Biografia
Nacque il 6 dicembre 1875 a Gossolengo, in provincia di Piacenza, da Luigi, agricoltore e proprietario terriero, e Marcella Limani come ottavo di nove figli. Si laureò nel 1900 in Ingegneria civile al Politecnico di Torino, vincendo poi un concorso della Cassa di risparmio di Piacenza per la progettazione di una scuola elementare; successivamente seguì la costruzione di uno zuccherificio per conto della francese Compagnie sucrière de Sarmato, che lo assunse con la qualifica di "sous chef de production". Nel 1903 sposò Emilia Ranza, proveniente da una famiglia benestante piacentina, dalla quale ebbe poi quattro figli: Luigi, detto Gino, nato nel 1904, Silvia, nata nel 1905, Paolo, nato nel 1908, e Giuseppe, nato nel 1918. Fu proprio grazie all'aiuto del cognato Enrico (divenuto poi sindaco di Piacenza dal 1913 al 1919) che riuscì a muovere i primi passi significativi nel settore edile.
Nel 1906 fondò la propria azienda denominata Impresa lavori pubblici Vincenzo Lodigiani Appaltatore di Piacenza, con la quale si aggiudicò tra i primi appalti la commessa delle Ferrovie dello Stato per la realizzazione del primo tratto della ferrovia Fidenza-Fornovo comprensivo del ponte sul Taro, con una lunghezza di oltre 600 metri per 23 arcate in muratura, e la costruzione dello stabilimento delle Officine meccaniche piacentine. Le sue notevoli capacità tecniche ed organizzative gli valsero numerose altre commesse nel corso dei decenni successivi, prevalentemente in ambito ferroviario, con gallerie, raddoppi e ponti per le linee Cremona-Fidenza, Genova-La Spezia e Genova-Ventimiglia, e industriale, con la realizzazione di alcuni stabilimenti produttivi a Genova e La Spezia.
Lodigiani reinvestì parte degli utili nell'acquisto di tenute agricole nei dintorni di Piacenza e dimostrò una discreta lungimiranza nel cogliere i cambiamenti sociali, fondando nel 1901 la Cassa provinciale di previdenza di Piacenza e poi nel 1908 la sezione piacentina del Sindacato Nazionale Imprenditori Opere Pubbliche e Private. Nel 1913 divenne inoltre socio della pioneristica Bubba, che sarà poi rilevata dalla sua azienda. Durante il mandato come sindaco di Piacenza del cognato Enrico partecipò anche alla vita pubblica promuovendo nel 1919 un Comitato per la difesa nazionale, dal quale poi originò la sezione locale dei fasci di combattimento, e nel 1920 una lotteria nazionale in favore degli orfani dei contadini caduti. Tra il 1921 e il 1927 fu presidente della Federazione nazionale fascista dei costruttori edili e prese parte alla Commissione ministeriale per la proprietà edilizia individuale, che aveva come obiettivo il contrasto alle cooperative a proprietà indivisa; in questa veste si occupò in prima persona di questioni rilevanti per il settore edile come l'introduzione delle otto ore nei cantieri, la riforma del capitolato nazionale d'appalto e la creazione a Genova della Banca nazionale dei costruttori, di cui fu primo presidente.
Tra il 1923 e il 1925 curò la realizzazione di un ponte in cemento armato sul Trebbia a Travo cui fece seguito una canalizzazione delle acque raccolte dalla diga realizzata dal Consorzio irriguo Valtidone; fu quest'opera a segnare la svolta decisiva che portò la Lodigiani, trasferitasi nel 1927 a Milano e trasformata da ditta individuale a società per azioni, a specializzarsi nella realizzazione di dighe. Insieme al cognato Enrico e ad un altro imprenditore piacentino diede vita a due società ferroviarie, l'Emiliana e la Società Veneto-Emiliana di Ferrovie e Tramvie (SVEFT), per la costruzione e gestione di alcune ferrovie secondarie tra cui la Rimini-San Marino.
Morì a Roma il 9 aprile 1942 e alla guida della società gli succedette il secondogenito Paolo mentre il primogenito Luigi, vicepresidente della Lodigiani dal 1927, si concentrò sulla gestione della Bubba di cui aveva assunto la piena proprietà.